# 김주영 (1995년생 모델)
김주영(1995년 3월 2일~)은 대한민국의 여자 배우이자 모델이고, 2015년에 패션 모델로 첫 데뷔를 하였으며, 같은해에 연극배우로도 데뷔하였다.

## 출연작

### 드라마
- 2023년 tvN 《구미호뎐 1938》- 매화 역
- 2021년 MBN 《보쌈-운명을 훔치다》- 김연옥 역
- 2021년 KBS2 《암행어사: 조선비밀수사단》- 사월 역
- 2021년 tvN 《철인왕후》- 오월 역
- 2020년 KBS2 《한번 다녀왔습니다》 - 송이 역
- 2019년 TV조선 《간택 - 여인들의 전쟁》 - 하단영 역
- 2016년 SBS 《우리 갑순이》

## 학력
- 중앙대학교 안성캠퍼스 예술대학 연극영화학과 (학사)